# كلينتون فاين
كلينتون فاين (بالإنجليزية: Clinton Fein)‏ هو كاتب جنوب أفريقي، ولد في 1964.